# Abdali
Abdali, o Hatf 2, es la denominación de un modelo de misil balístico táctico pakistaní de dos etapas desarrollado por la Comisión de Investigación del Espacio y la Atmósfera Superior (SUPARCO por sus siglas en inglés) a finales de los años 1980. El primer lanzamiento de prueba tuvo lugar en enero de 1989 y posteriormente el proyecto fue cancelado, aunque volvió a ponerse en funcionamiento en marzo de 2003.

## Especificaciones
- Masa total: 5490 kg
- Diámetro: 0,82 m
- Longitud total: 9,76 m
- Envergadura: 0,82 m
- Ojiva: 500 kg
- Alcance máximo: 290 km
- Propelente: combustible sólido